# Иоанн (Баскио)
Архиепископ Иоанн (греч. Αρχιεπίσκοπος Ιωάννης, в миру Джова́нни Ба́скио, итал. Giovanni Bascio; 1917, Сант'Антиоко, Италия — 14 (27) июля 2002, Сардиния, Италия) — епископ старостильной церкви «Синод противостоящих», архиепископ Сардинский, экзарх Италии.

## Биография
Родился в 1917 году в городе Сант-Антиоко, на Сардинии, в католической семье. Завершив богословское образование, в достаточно раннем возрасте принял монашеский постриг в одном из капуцинских католических монастырей.
После знакомства в Риме с епископом Иоанном Шанхайским, принял православие чином покаяния. Был рукоположен в сан иеромонаха в юрисдикции Русской православной церкви, но, будучи не согласен с экуменической позицией Московского патриархата в отношении католиков и запретом на миссионерскую деятельность в Италии, покинул Московский патриархат и, по некоторым сведениям, присоединился к несторианам, будучи посвящённым в сан епископа.
В 1982 году принят через крещение в греческий старостильный «Каллистовский» Синод, в котором состоял в том числе митрополит Оропосский Киприан (Куцумбас), придеживавшийся довольно умеренной для старостильника экклезиологической позицией. 10 апреля того же года рукоположён митрополитом Каллистом и другими епископами в сан епископа Сардинского и позднее возведён в сан митрополита.
В 1984 году вместе с епископом Киприаном (Куцумбасом) организовал на обломках распавшегося Каллистовского Синода новую старостильную юрисдикцию, получившую название «Синод противостоящих», для которого были рукоположены новые епископы. Решением Синода возведён в достоинство архиепископа, так как титул митрополита был усвоен Председателю Синода и первоиерарху Киприану (Куцумбасу).
Скончался 14 (27) июля 2002 года на Сардинии в возрасте 85 лет после долгой болезни. Чин отпевания и погребения совершили епископ Мефонский Амвросий (Байрд), представлявший Председателя Синода митрополита Киприана (Куцумбаса), епископ Норский Михаил (Пирента) и епископ Сиднейский Хризостом (Алемангос).